# Dr. Constantin Rădulescu
Constantin „Jumate” Rădulescu (n. 30 mai 1924, București – d. 1 ianuarie 2001, Cluj-Napoca), cunoscut și sub numele de „Dr. Constantin Rădulescu”, a fost un medic, fotbalist și manager român. Ca fotbalist a jucat în principal pe postul mijlocaș.
În 2005, ca un omagiu adus muncii depuse în construirea și promovarea clubului, CFR Cluj și-a redenumit stadionul drept Stadionul Dr. Constantin Rădulescu.

## Cariera de jucător

### Primii ani de fotbal (Olympia și Sportul)
Născut la București, Rădulescu și-a început cariera la Olympia București apoi s-a mutat la Sportul Studențesc în 1942, pentru care a jucat în 8 meciuri în  Divizia A.

### Universitatea Cluj
În 1943 doctorul a semnat cu Universitatea Cluj, echipă care a jucat la Sibiu în acea perioadă ca urmare a acordului teritorial cunoscut sub numele de Al Doilea Premiu Viena, prin care Nordul Transilvaniei a devenit parte a Regatul Ungariei ca urmare a evenimentelor din Al Doilea Război Mondial. Acea echipă ar fi cunoscută ca un simbol al rezistenței Româniin din Transilvania. În 1949 a părăsit „U” ca urmare a unor neînțelegeri și avea să declare mai târziu în cartea sa, „O viață închinată fotbalului”: „Sincer, m-am despărțit greu și cu regret de această echipă minunată. , care merită orice superlative.

### CFR Cluj
După ce a părăsit „U”, Constantin Rădulescu a ales să-și continue cariera la rivala CFR, cunoscută la acea vreme sub numele de Locomotiva, o echipă restrânsă care încă nu părea să devină rivala amară a Universității. Pentru CFR a jucat 6 ani si s-a retras în 1956, la doar 31 de ani din cauza unei accidentari grave.

## Cariera de antrenor

### Primii ani
După retragere, medicul și-a început imediat cariera de antrenor la CFR și după câteva sezoane în Divizia B și Divizia C a semnat cu prima sa dragoste,  Universitatea Cluj, cunoscută la acea vreme drept Știința, dar rezistând doar un sezon în această funcție.

### Creatorul CFR Cluj
În vara anului 1963 s-a întors la CFR Cluj, cunoscut la acea vreme drept CSM Cluj, urmând să înceapă construirea echipei care mai târziu avea să devină rivalul amar al Universității. În 1969 a reușit prima promovare în Divizia A din istoria CFR, reușind să mențină echipa pe prima etapă a fotbalului românesc până în 1976 și la sfârșitul anului 1972–73, un loc 5, cea mai bună clasare din istoria clubului până în 2006. Aceste performanțe sunt cu atât mai incredibile cu cât echipa are condiții inadecvate de pregătire, organizare și financiară, povestea Rădulescu în cartea sa: 
```
Fără finanțe și jucători, fără sediu, secretar sau organizator. Așa am început în prima ligă în 1969.
[
2
]
```

După retrogradare, a revenit la „U” pentru un sezon, ajungând apoi la echipe din liga inferioară precum CUG Cluj sau Sticla Arieșul Turda.
În 1992, la 68 de ani, medicul a revenit la creația sa, CFR, și a condus echipa timp de 3 ani în Liga III, ajutând la crearea echipei care avea să promoveze un an mai târziu.

## Stil de joc și de gestionare
Ca jucător, Rădulescu a transformat aruncările de la margine în adevărate lovituri de colț.
Ca antrenor este considerat un adevărat Alex Ferguson al CFR Cluj de către fostul jucător Marius Bretan și fostul jucător Romică Petrescu a spus: 
```
Ajax
 și CFR au folosit aceleași metode de antrenament. . Ciclul de pregătire a fost luat de la Ajax, cu două antrenamente marți, două joi, miercuri libere. Totul s-a făcut în sens invers acelor de ceasornic, după puls, după tensiune.
[
1
]
```

Augustin Țegean, o legendă a CFR-ului l-a descris: 
```
Un personaj distinct din toate punctele de vedere: dur, sever, nu renunță la principiile sale. Ne spunea mereu că are voie să facă haz doar pentru că era din 
București
. Era o personalitate puternică, cu toții îl respectam. Ne era frică de el. [..] Pot spune că folosea metode noi pentru acele vremuri. El a explicat schemele de joc pe tablă. Semnele au fost făcute de la om la om. Toată lumea știa exact ce zonă să acopere pe teren. Metodele lui au fost cele mai moderne.
[
1
]
```

## Trivia
A refuzat naționala ca să nu-și piardă postul de medic și-a amintit fiica medicului, Ioana Stanca Gidro. 
În 1972, ministrul Transporturilor i-a cerut să preia Rapid București, dar a refuzat din nou, de data aceasta folosind un tertip, cerând ca Rică Răducanu, o legendă a Rapidului, să fie dat afară.

## Viața personală
Fiica lui Rădulescu, Stanca Ioana Gidro este avocat și fost decan al Baroului Cluj-Napoca, printre altele.